# Vogeltränke

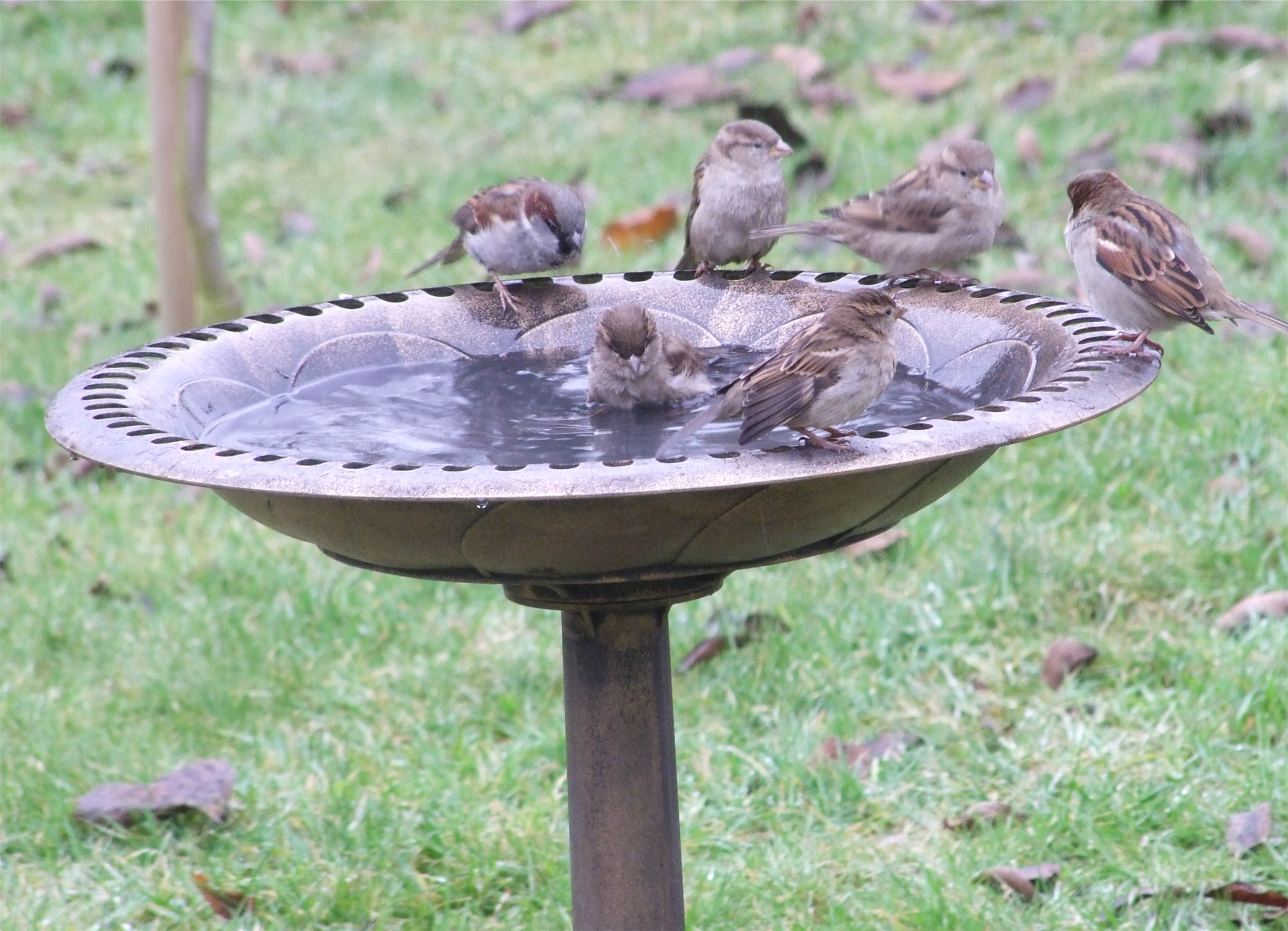
Sperlinge nutzen die Vogeltränke nicht nur zum Trinken, sondern auch zum Baden

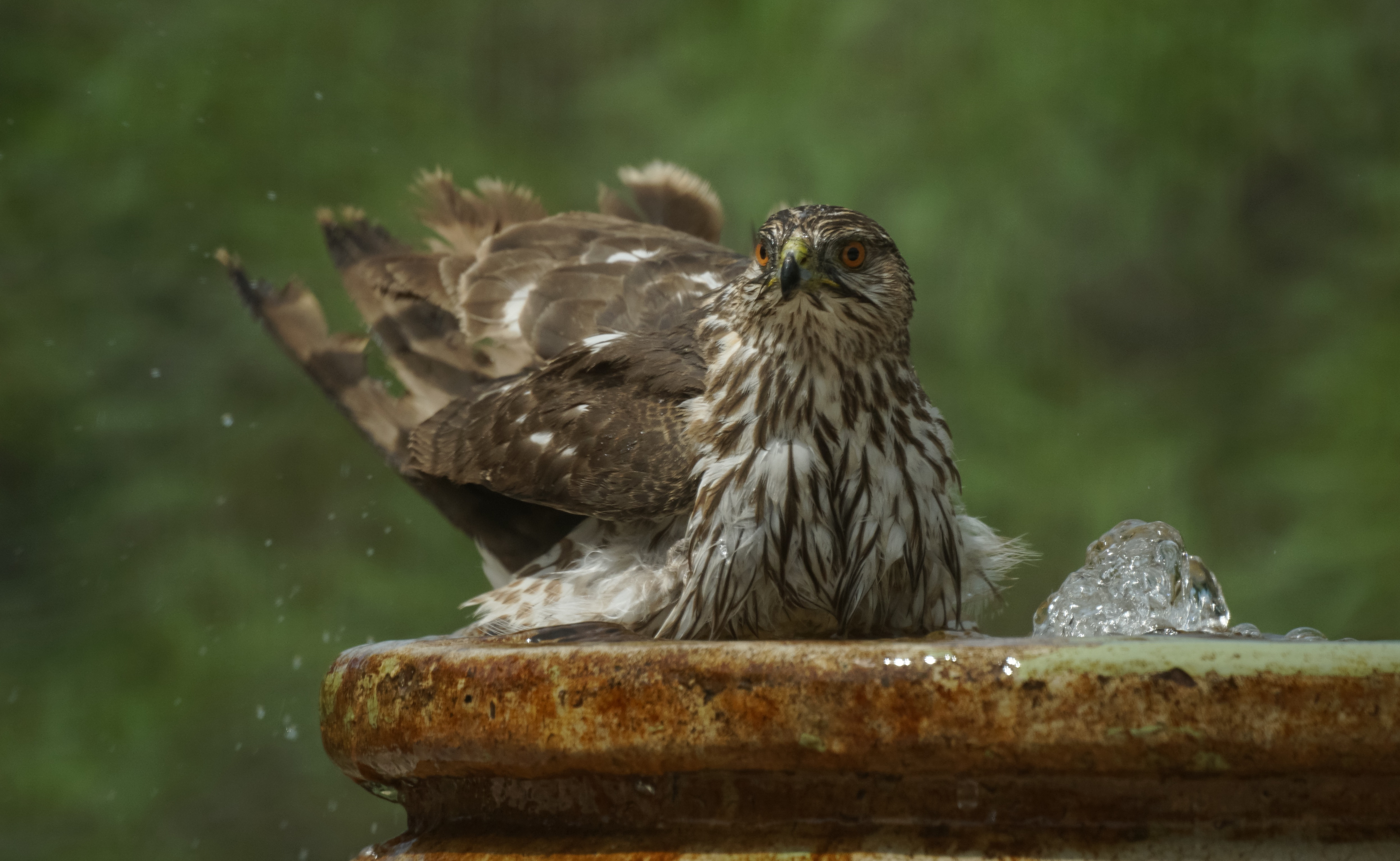
Vogeltränken werden auch gern als Vogelbad zur Gefiederpflege genutzt - nicht nur von Singvögeln, auch Greifvögel wie dieser Rundschwanzsperber fliegen sie an

Vogeltränken sind ähnlich Vogelhäuschen Vorrichtungen zur Versorgung der Vögel und dienen diesen als Tränke und Bademöglichkeit. Privatmenschen stellen Vogeltränken dabei sowohl aus Tierschutzgründen auf, als auch um Vögel zu beobachten. Da in vielen Städten kaum noch natürliche Gewässer vorhanden sind, empfehlen auch Naturschutzvereine wie der WWF, der Naturschutzbund Deutschland oder der Landesbund für Vogelschutz in Bayern das Aufstellen von Vogeltränken, an geeigneten Stellen.

## Ökologische Funktion

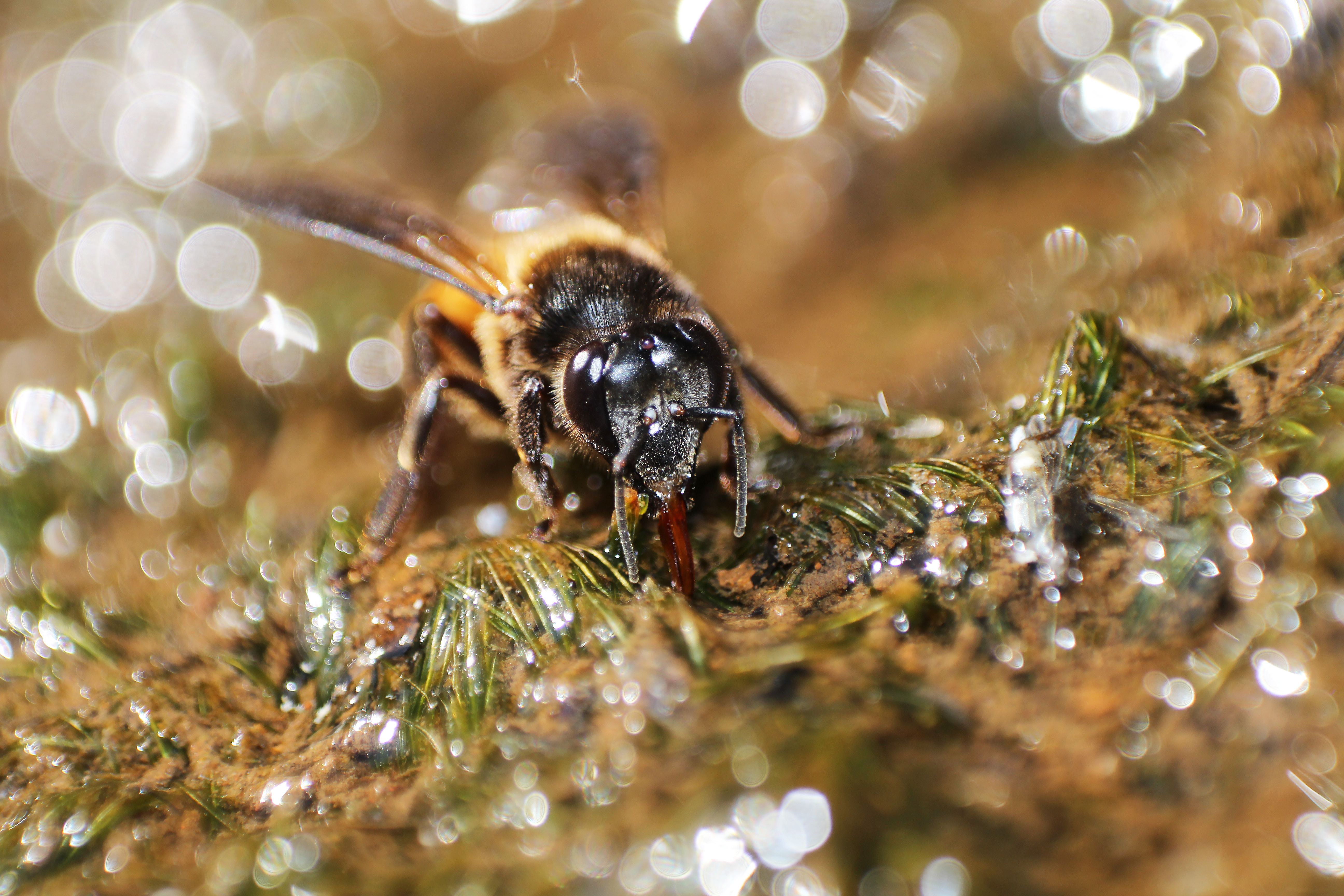
Auch Honigbienen benötigen regelmäßig Wasser

Da insbesondere in dicht besiedelten Gebieten ein Großteil der Flächen versiegelt sind, fehlen oft kleine Wasserstellen. Die meisten Vögel müssen zwei Mal täglich trinken. Durch das Aufstellen von Vogeltränken, müssen Vögel gerade an heißen Tagen weniger Zeit aufwenden, um ihren Flüssigkeitsbedarf zu decken. Vogeltränken, die an auf dem Boden stehen, werden darüber hinaus von weiteren Tieren wie Igeln, Mäusen und Eichhörnchen genutzt, während Insekten (wie Bienen, Wespen, Schwebfliegen usw.) auch stehende oder hängende Wassergefäße anfliegen können.
In naturnah gestalteten Gärten, dient eine Vogeltränke, oder ein kleiner Teich, dazu Vögel und nützliche Insekten anzulocken, die dabei helfen Pflanzenschädlinge zu dezimieren.

## Beschaffenheit und Material

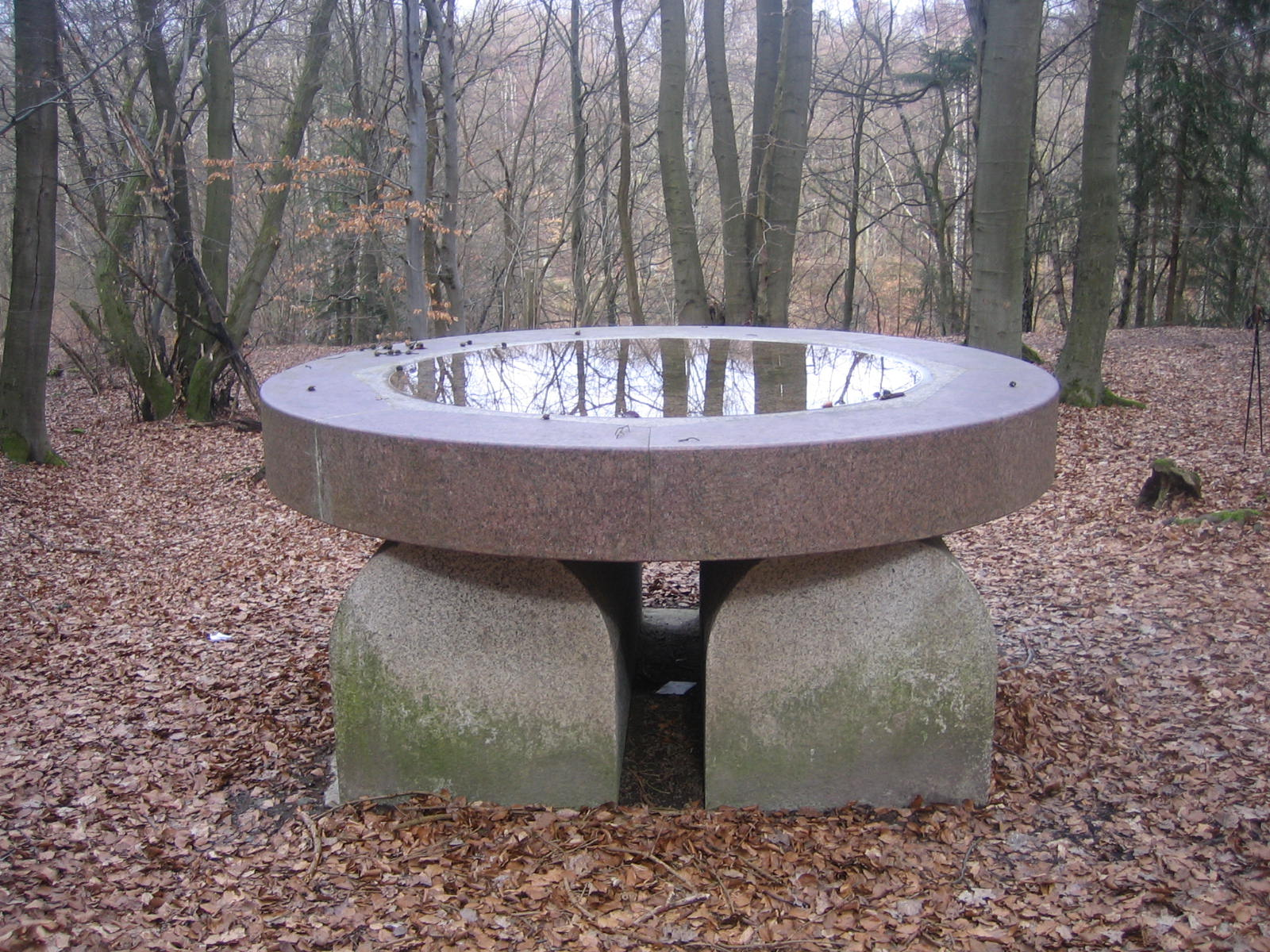
Gestaltungselement auf dem Friedhof: Vogeltränke als Grabmal für einen Künstler

Die Gestaltung reicht vom einfachen Napf bis zum aufwändigen Gestaltungselement in Parks, Friedhöfen oder privaten Gärten. Darüber hinaus gibt es kleine Modelle für die Terrasse oder den Balkon. Auf einigen Friedhöfen werden mittlerweile gezielt Vogeltränken aufgestellt, um einen Beitrag zur Artenvielfalt zu leisten, wie beispielsweise in Köln.
Besondere Ausfertigungen sind kunsthandwerklich gestaltete Naturwerksteine, die Regenwasser in schalenförmigen Vertiefungen sammeln. Die zusätzlichen Wasserquellen erfüllen, zusätzlich zum ökologischen Nutzen auch einen ästhetischen Zweck und ermöglichen es zudem Singvögel beim Trinken oder Baden zu beobachten.
Einen Sonderfall bildet eine Vogeltränke als Grabstein.

### Merkmale

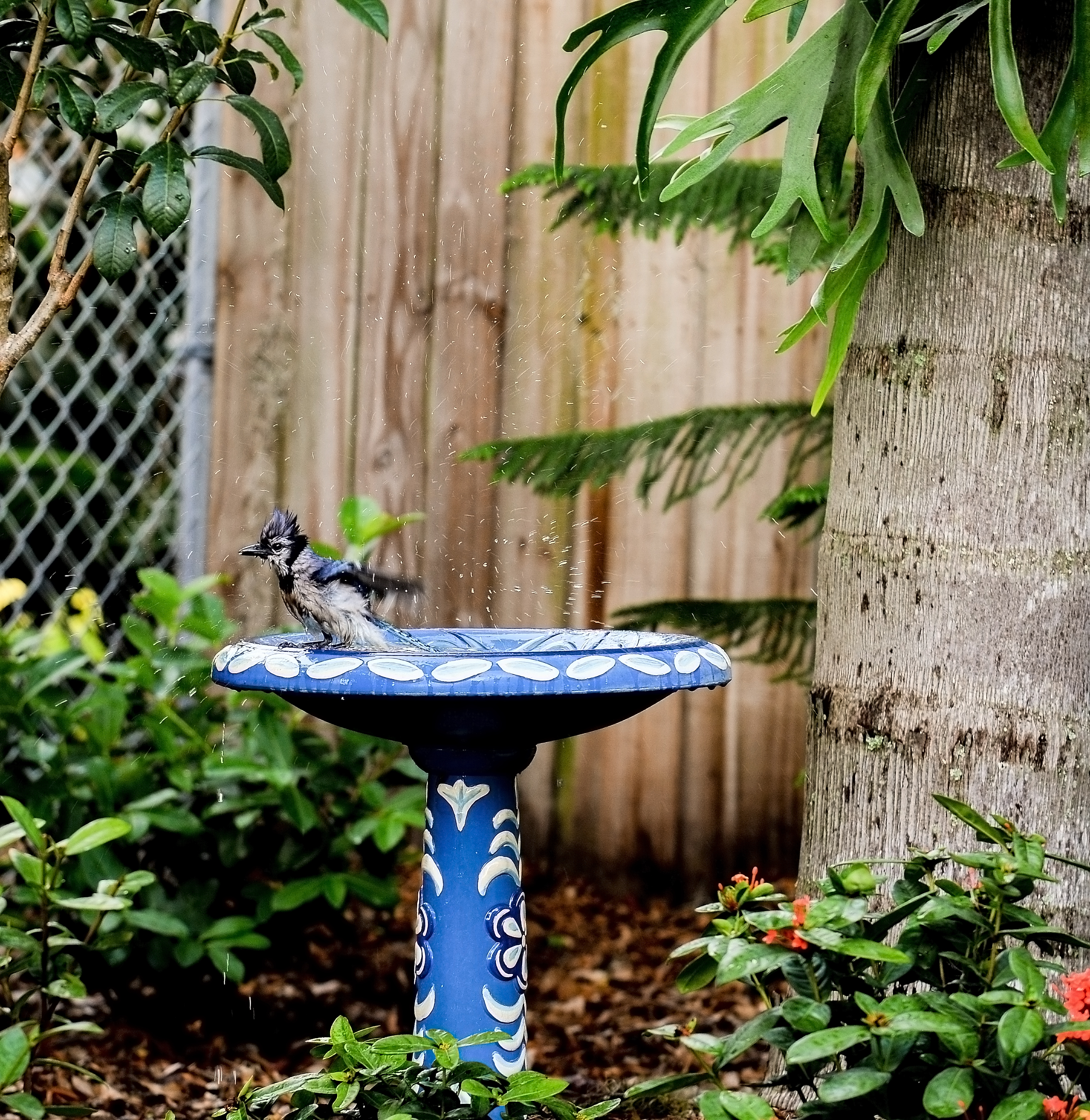
Vogeltränke mit Standfuß, Plant City, USA

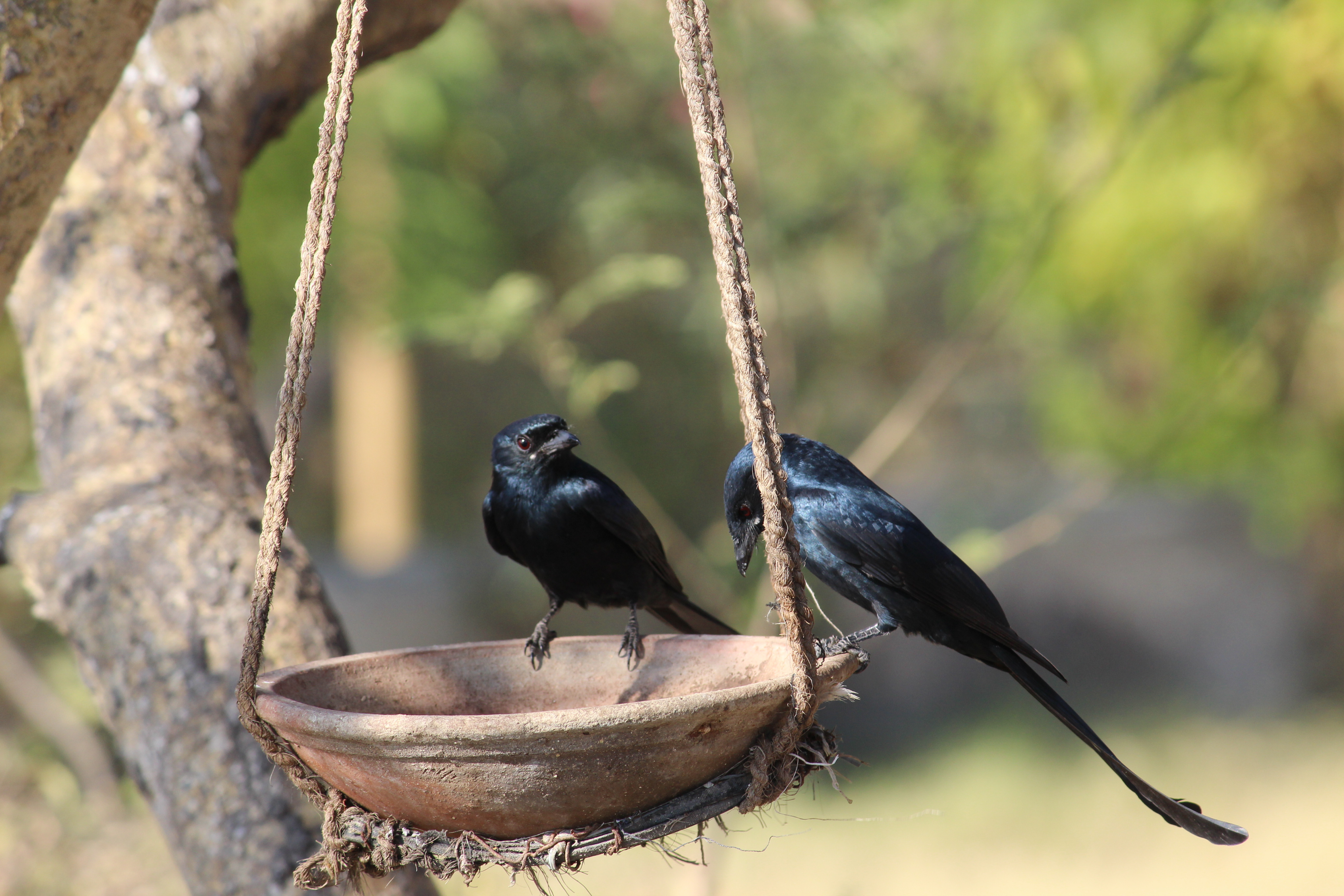
Hängende Vogeltränken bieten gleichzeitig Schutz vor Katzen

Eine Vogeltränke sollte wetterfest und frostbeständig sein, sowie eine ausreichende Größe und eine Tiefe von etwa 2,5 bis maximal 10 cm aufweisen. Stehende Vogeltränken sollten stabil stehen und nicht wackeln. Bei stehenden Tränken sorgt eine raue Oberfläche dafür, dass die Vögel beim Anfliegen gut Halt finden. Vogeltränken aus Ton sollten aus diesem Grund möglichst nicht glasiert sein.

### Materialien
Für Vogeltränken kommt eine Vielzahl von Materialien zum Einsatz, besonders geeingent sind dabei:
- Granit
- Naturstein
- Ton
- Porzellan
- Gusseisen
- Glas

## Standort
Bei der Auswahl eines geeigneten Standortes, sollte man beachten, dass die Mehrzahl der Vögel gern einen Rundumblick haben, um mögliche Feinde, wie beispielsweise Hauskatzen oder Raubvögel rechtzeitig zu bemerken. Ein Standort in der Nähe von Büschen oder Gestrüpp sorgt dafür, dass die Vögel einen Rückzugsort anfliegen können, falls ein Feind sich nähert.

## Reinigung und Pflege
Das Wasser in der Vogeltränke sollte regelmäßig gewechselt werden. Außerdem sollte die Vogeltränke bei moderaten Temperaturen mindestens einmal pro Woche gereinigt werden. Bei Hitze ist eine tägliche Reinigung sinnvoll, damit sich im Wasser keine Krankheitskeime bilden. Zur Reinigung sollte man keine chemischen Reinigungsmittel verwenden, eine Bürste reicht völlig aus. Wer sicher sein will, dass die Tränke frei von Keimen (wie Salmonellen oder Trichomonaden) ist, kann auch zwei Gefäße im Wechsel benutzen und die nicht verwendete Tränkedann jeweils für einen Tag trocknen lassen.
Einige Vogelarten, wie beispielsweise der Grünfink, sind besonders anfällig für Trichomonaden, an denen sie auch sterben können, nachdem sie Wasser aus einer verunreinigten Vogeltränke getrunken haben.